# Лісопільне землеробство
Лісопільне землеробство — примітивна система землеробства, в основі якої лежало використання для вирощування сільськогосподарських культур площ після розкорчовування лісу, що вже колись були в сільськогосподарському виробництві. Використовувалась у заліснених районах і була аналогом перелогової системи в степовій зоні. Родючість ґрунту при ній відновлювалася під лісом природним шляхом та з допомогою спалювання решток лісу.
До цього способу освоєння нових земель люди дійшли в результаті спостережень за природною рослинністю, що з'являється на ділянках, звільнених після лісових пожеж. На цих ділянках землі буйно розвивалася природна трав'яна рослинність.
Внаслідок спалювання лісу ґрунт збагачувався на елементи мінерального живлення за рахунок золи. Разом з тим зола сприяла нейтралізації кислої реакції цих ґрунтів. Азотне живлення наступних культур формується при цьому за рахунок розкладу лісової підстилки, решток трав'яної рослинності, а також життєдіяльності азотофіксувальних мікроорганізмів.
Протягом 2-3-х років на цих ділянках після спалювання лісової рослинності отримували непогані врожаї з наступним різким зниженням у зв'язку з примітивними заходами вирощування. Для наступного продовження використання освоєних із-під лісу ділянок землі в ряді випадків залишали площі на рік-два без посіву і вносили на них мізерні кількості гною. На цих ділянках дозволялося слаборозвинуте тваринництво.
Лісопільна система землеробства прийшла на зміну підсічно-вогневій. Причин до її виникнення було декілька.
- По-перше, в цей час уже з'явилася приватна власність на землю, що обмежувала територіальне переміщення селян;
- по-друге, збільшилась потреба в зерні, а наявних площ для його виробництва уже в достатній кількості не вистачало;
- по-третє, зросла потреба в лісоматеріалах;
- по-четверте, зросли пошуки можливостей для підвищення врожаїв.

Для поліпшення властивостей ґрунту за цієї системи землеробства намагалися більше використовувати гній, а найкращі лісоматеріали не спалювали як раніше, а використовували для господарських потреб.